# Per Dockson

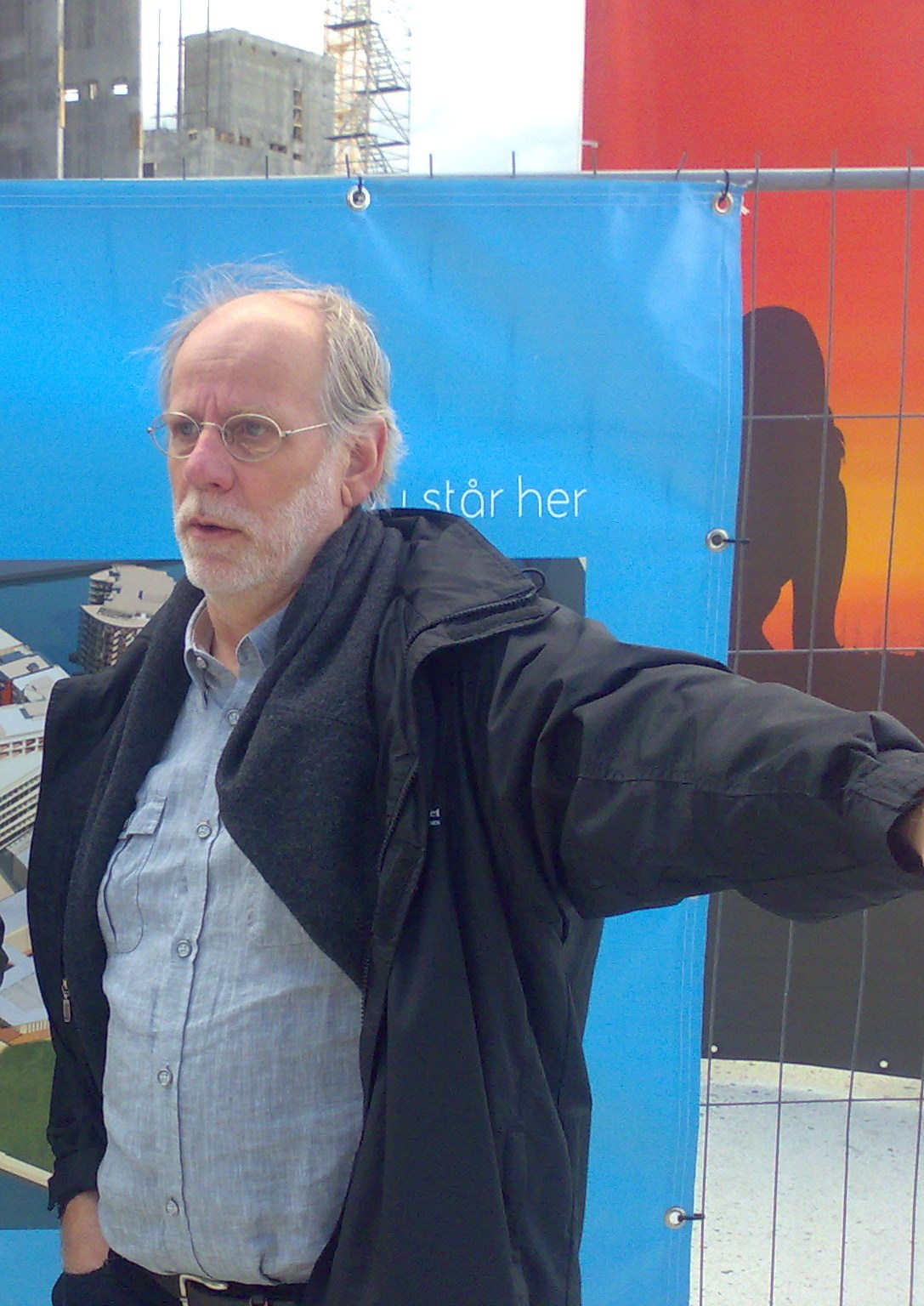
Per Dockson

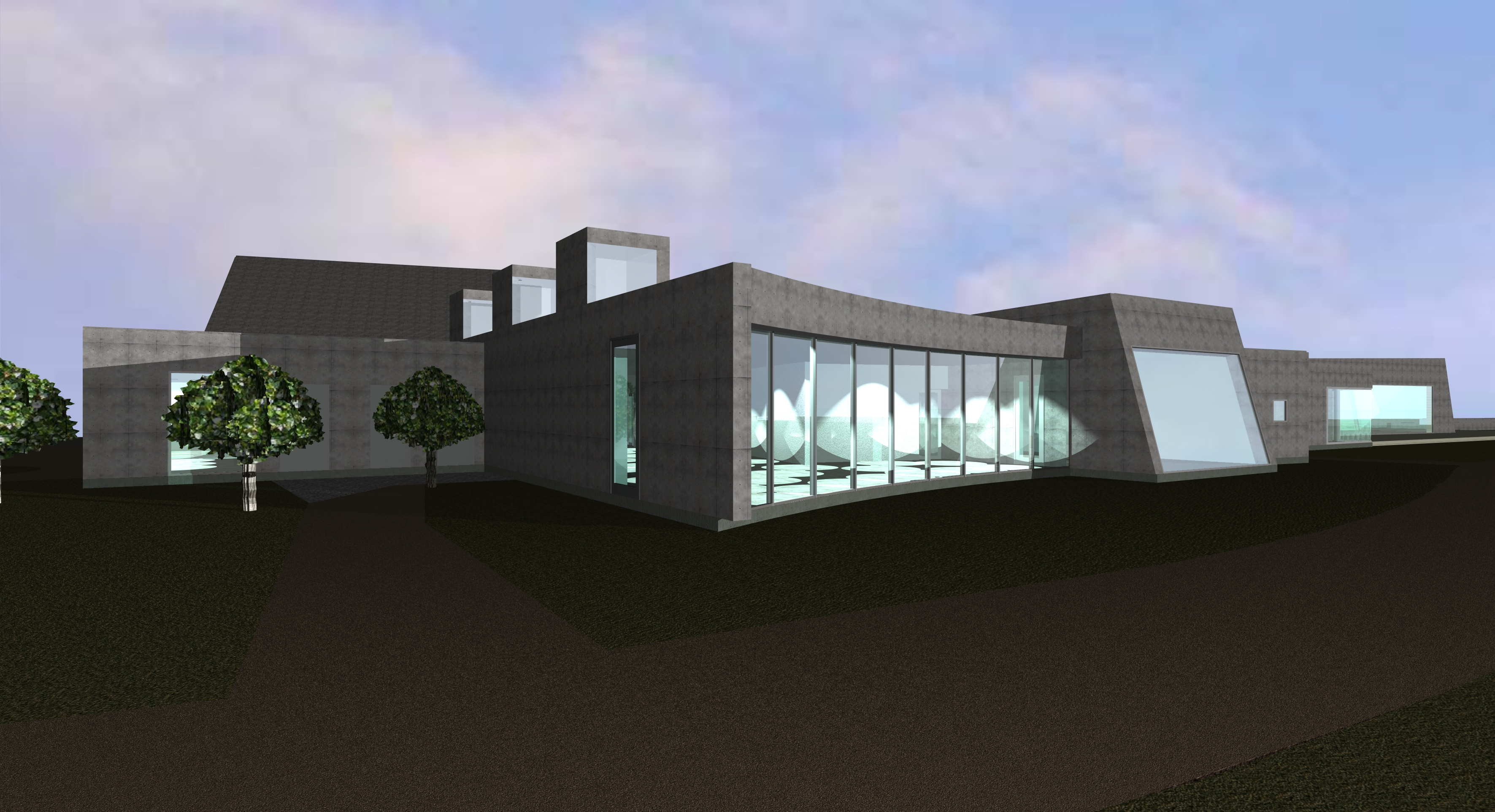
Pumphuset, arkitekt Per Dockson

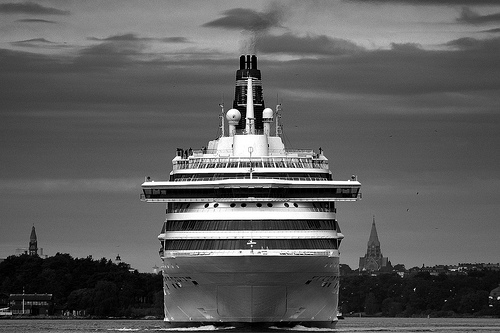
Silja Europa, arkitekt Per Dockson

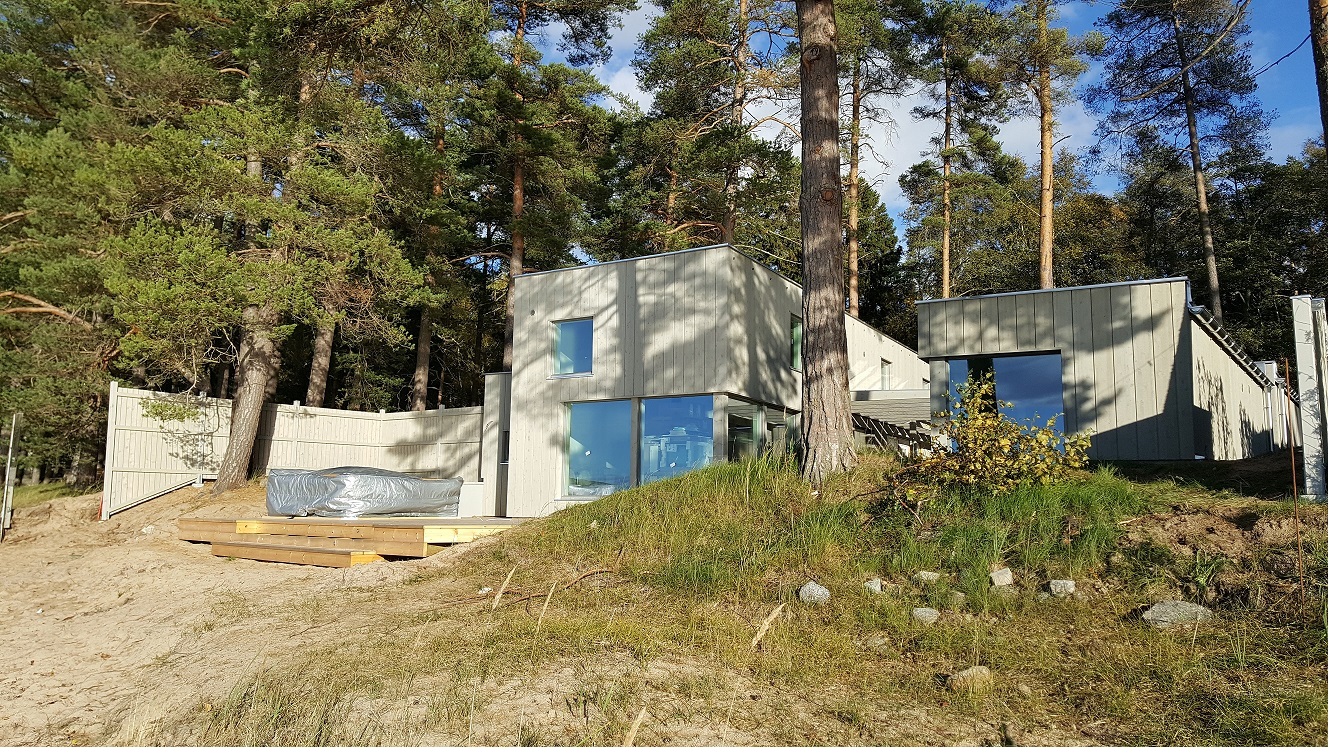
Villa Pariserviken, arkitekt Per Dockson

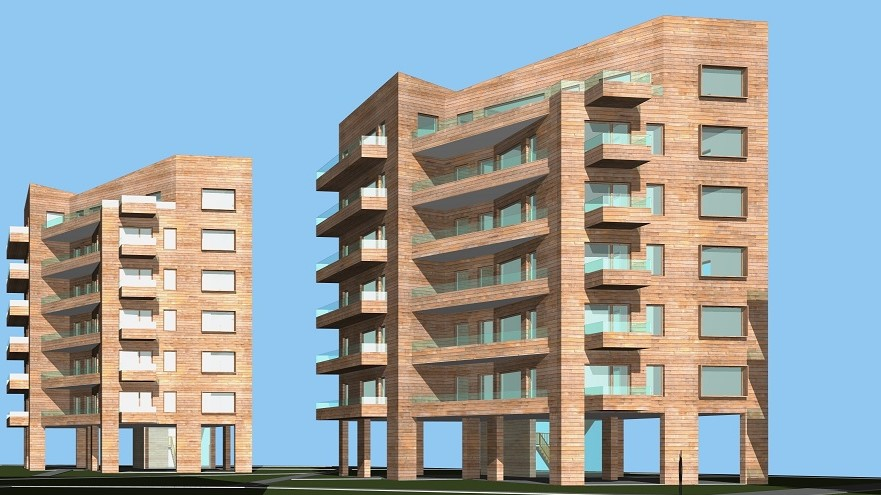
Punkthus i trä, dockson arkitekter

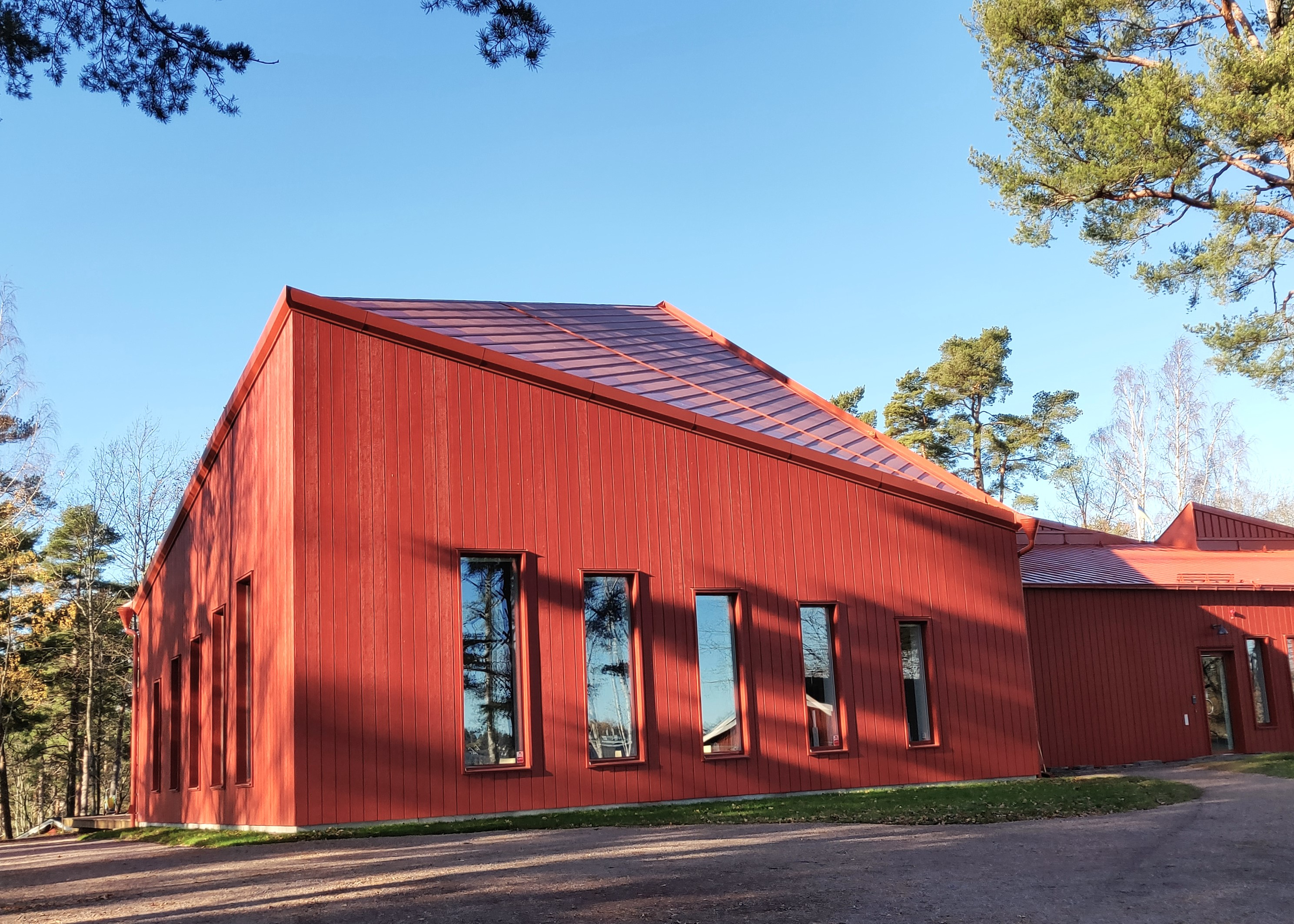
Furulid, arkitekt Per Dockson

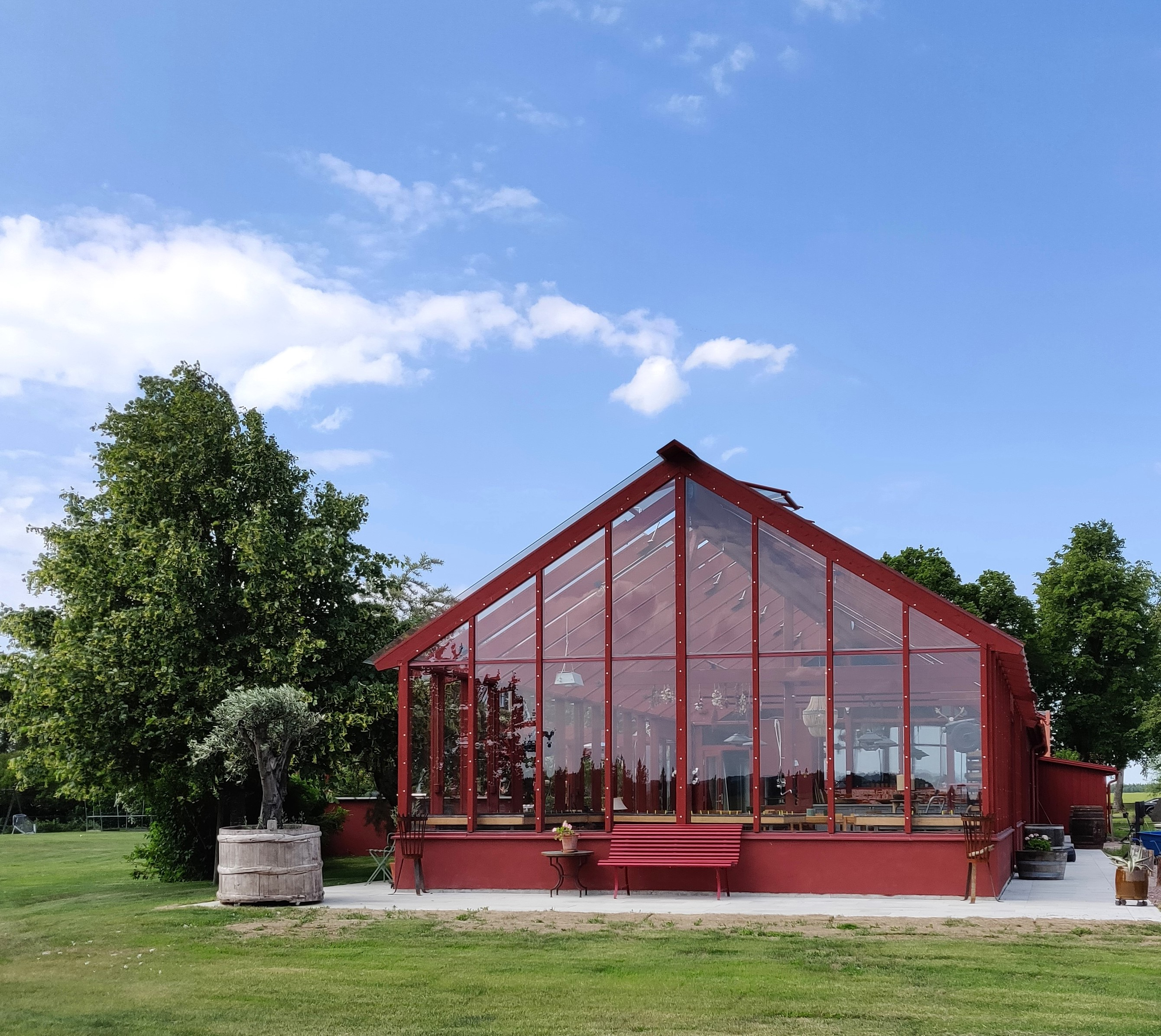
The red greenhouse, arkitekt Per Dockson

Per Stefan Dockson, född 17 januari 1949, är en svensk arkitekt och fartygsdesigner. Dockson har varit ledamot i styrelsen för SIR Södra och Sveriges Arkitekter Skåne. Per Dockson startade egen verksamhet, Dockson Arkitekter, år 1980 i Helsingborg. Företaget har därefter i 30 år haft kontor i Borstahusen och sedan år 2011 i Motala. Dockson Arkitekter arbetar med projektdesign och med planering / gestaltning inom området husarkitektur och inredning. Från bostäder till verksamheter som konsthall, museum, konferens, bad, restaurang och centrumutveckling. Även varumärkesdesign.

## Verk
Docksons har också varit verksamma med fartygsdesign, ritat och utformat stora passagerarfärjor och kryssningsfartyg. Exempelvis M/S Silja Europa som sjösattes 1993, då världens största passagerarfärja. Under åren 1980-89 arbetade Per Dockson tillsammans med arkitekt Robert Tillberg.

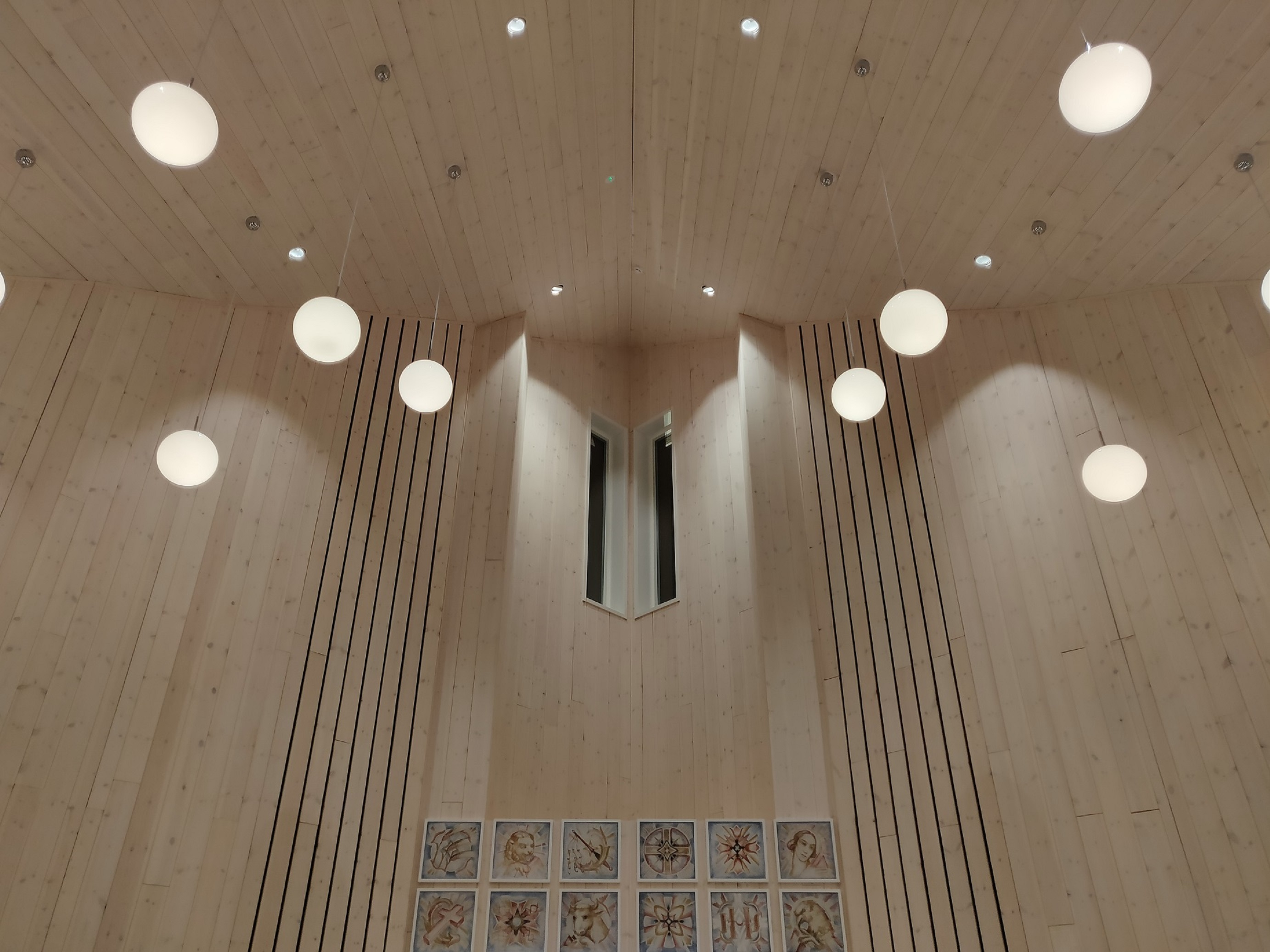
Furulid kyrka, arkitekt Per Dockson

Ett omtalat projekt av Dockson är kulturhuset Pumphuset i Borstahusen, en byggnad i glas, cement och råspont färdigställd år 2006.